# Schüttelmaschine (Landwirtschaft)

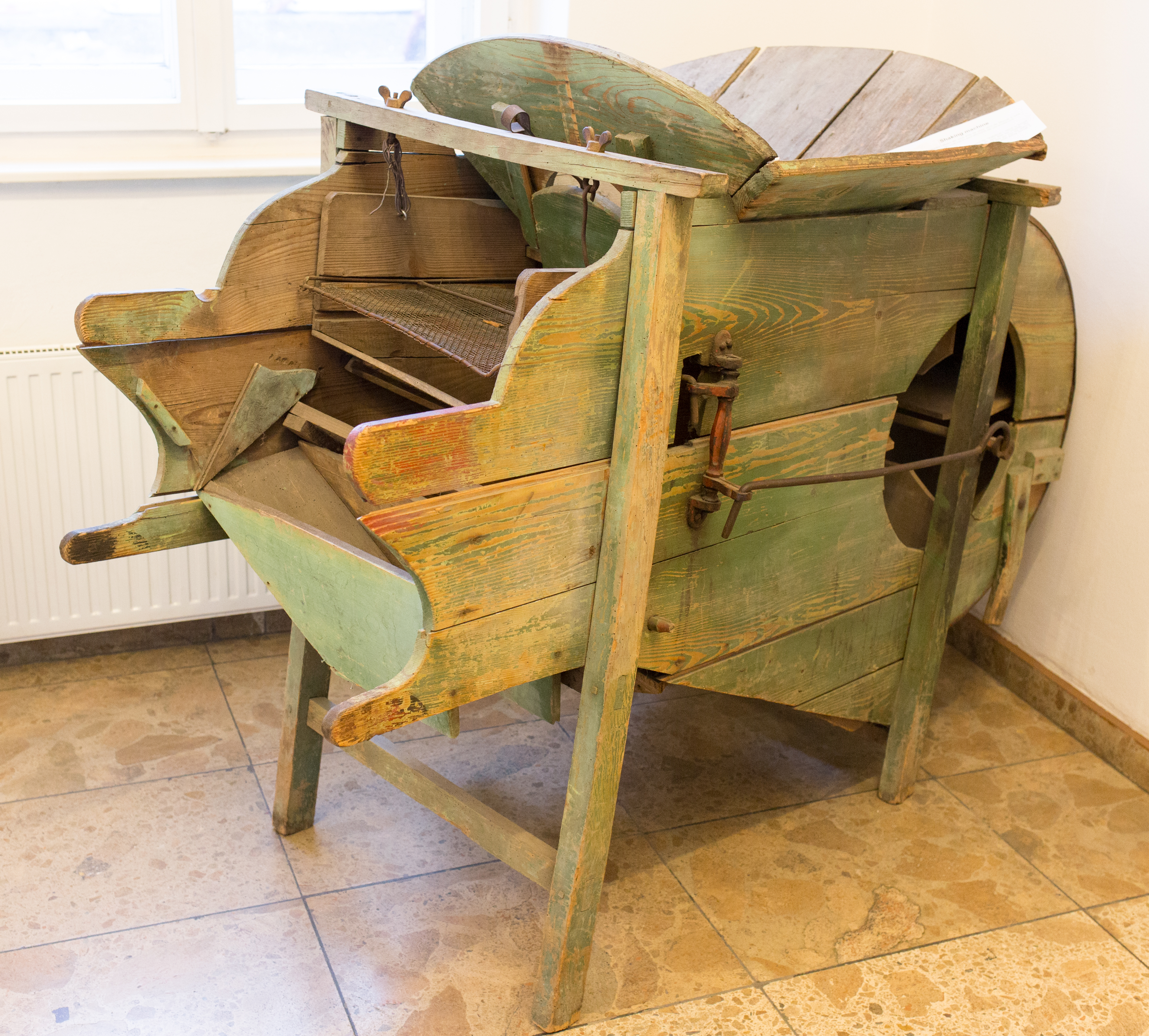
Schüttelmaschine (Landwirtschaft) im Bestand des Hanfmuseums in Berlin

Eine Schüttelmaschine ist eine in der historischen Landwirtschaft eingesetzte Maschine, die im Hanfanbau genutzt wurde. Sie schüttelt die Samen aus den Blütenständen der Pflanze, um sie von den restlichen Pflanzenteilen zu trennen.
Nachdem die Samen mit dem sogenannten Riffelbrett von der Blüte getrennt waren, wurden die Stängel in einer Breche gebrochen und anschließend durch Kämme gezogen. Die Blüten fielen ab und kamen danach in die Schüttelmaschine, die mit Windkraft betrieben war. Durch die Bewegung fielen die Samen durch das Sieb und konnten so unter der Maschine aufgefangen und genutzt werden.

## Galerie

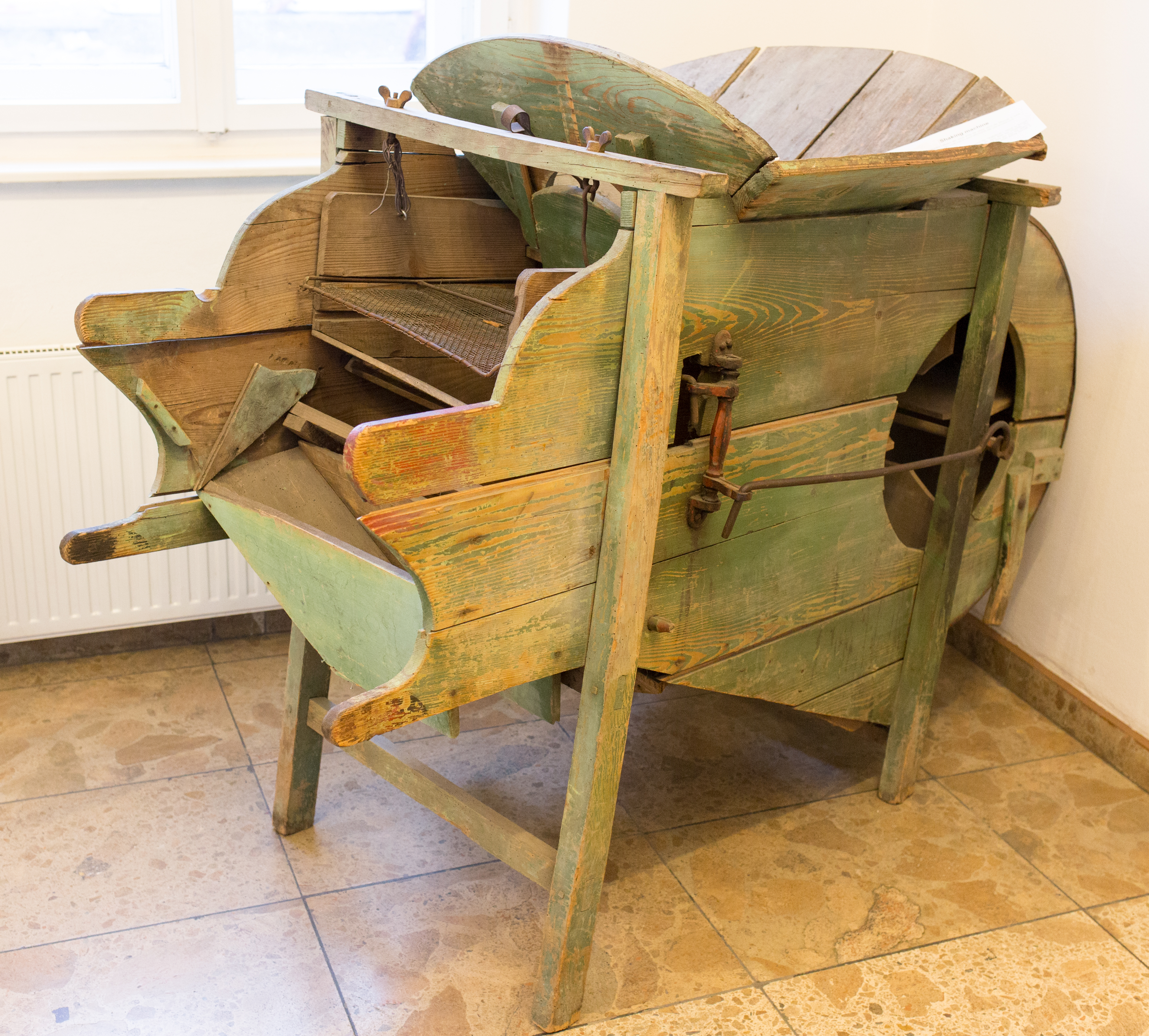
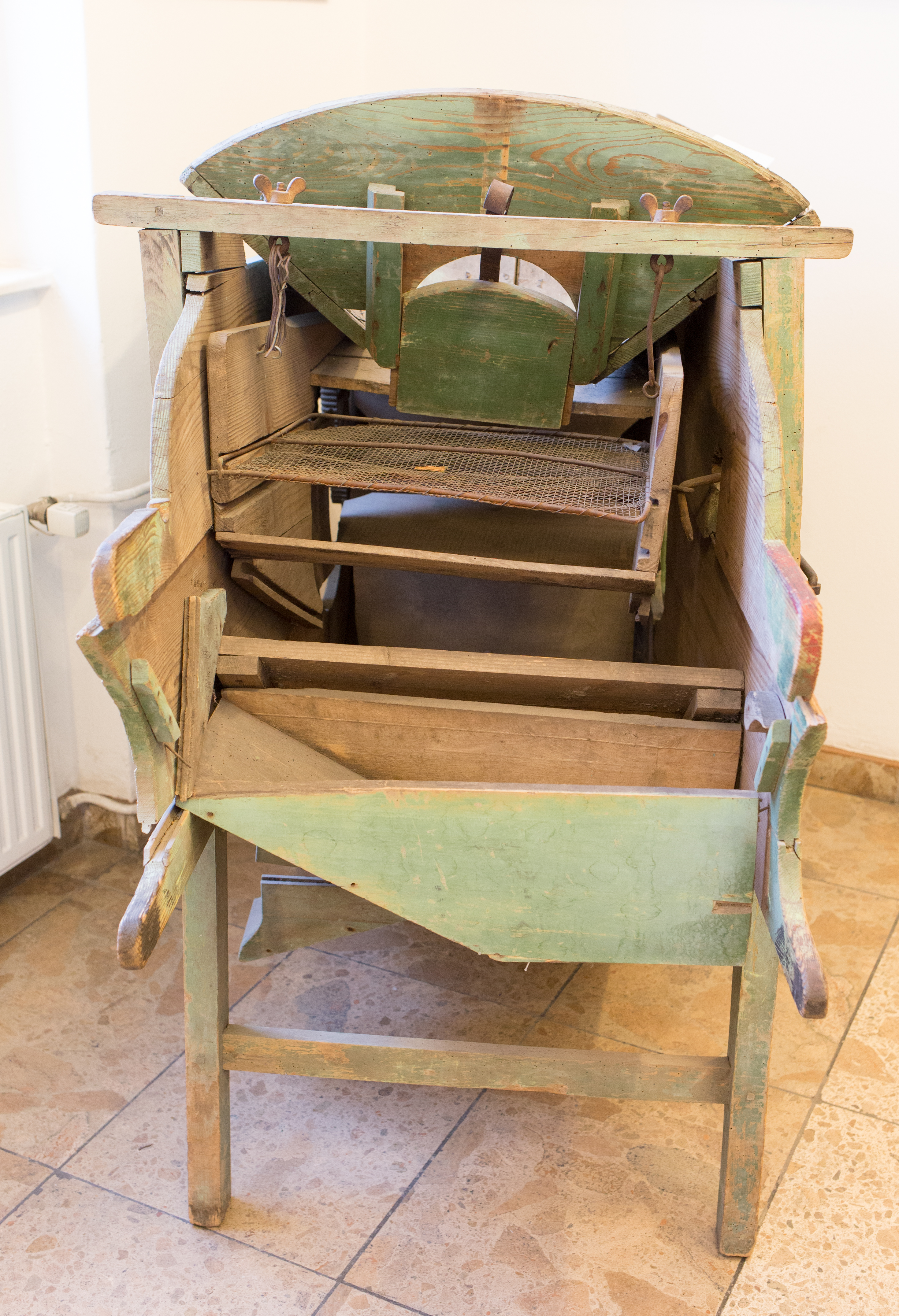
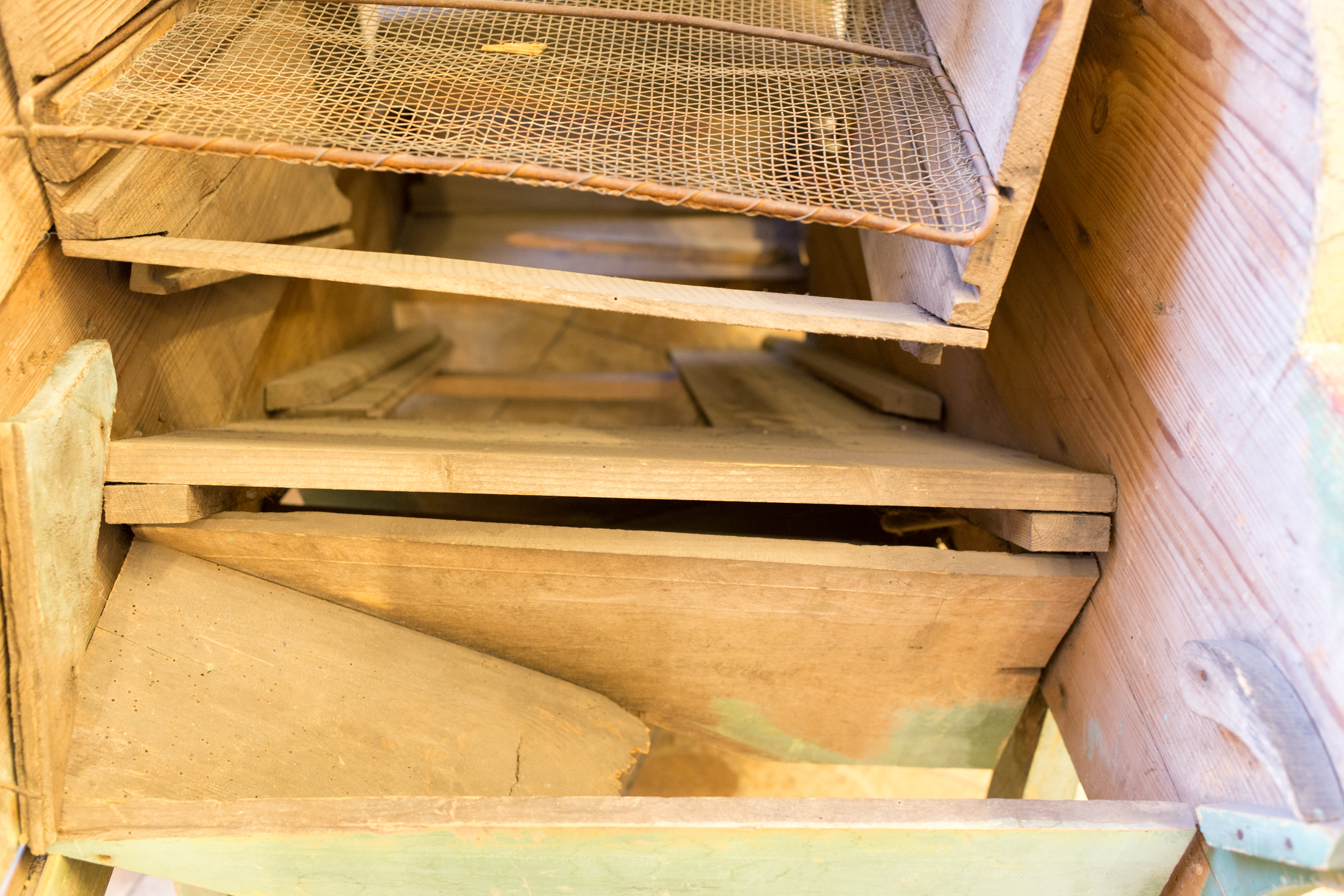
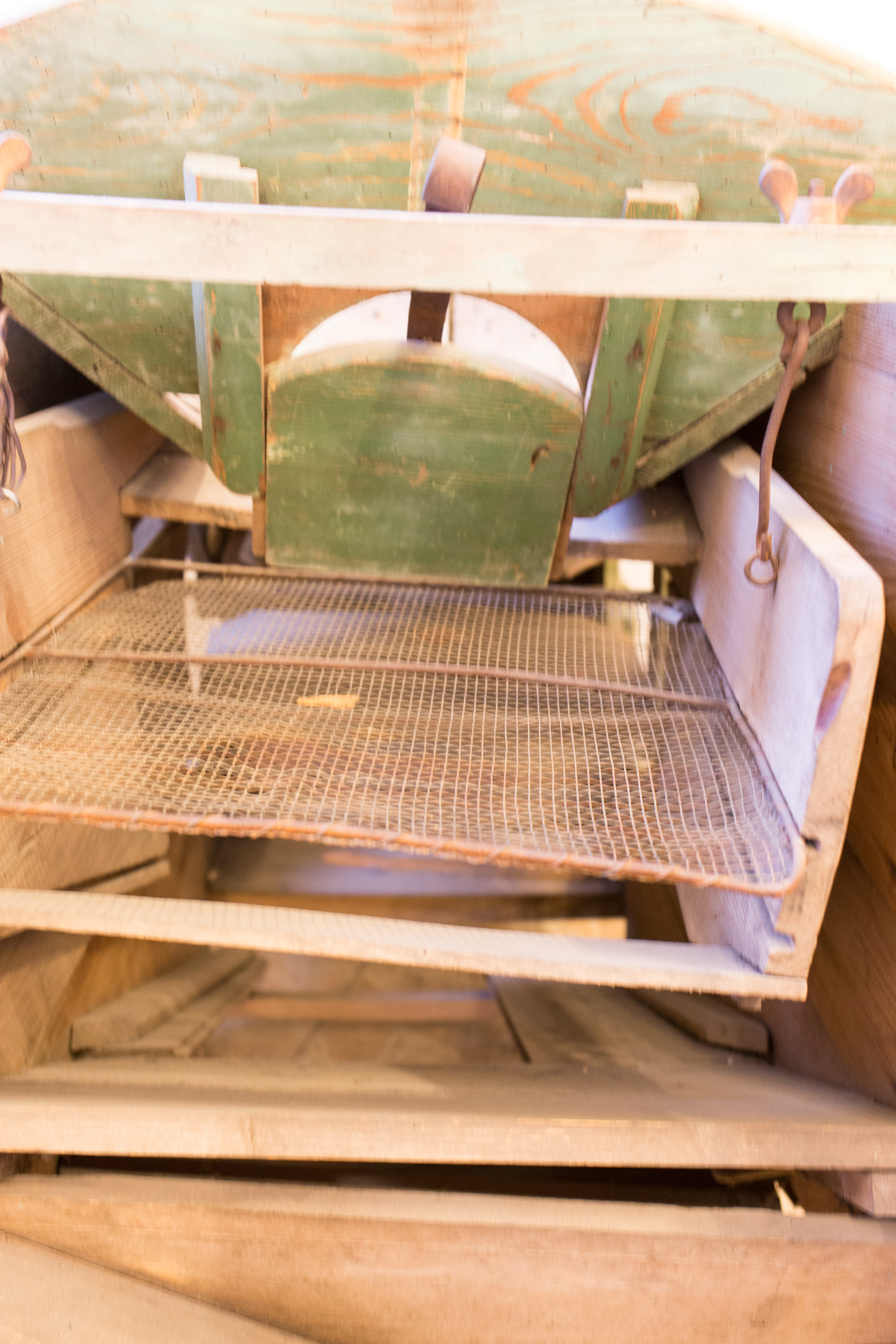